# Batrisodes schmitti
Batrisodes schmitti är en skalbaggsart som först beskrevs av Thomas Casey 1897.  Batrisodes schmitti ingår i släktet Batrisodes och familjen kortvingar. Inga underarter finns listade i Catalogue of Life.